# Infinite synthesis 3
『infinite synthesis 3』（インフィニット・シンセシス・スリー）は、日本の音楽ユニット・fripSideが2016年10月5日にNBCユニバーサル・エンターテイメントジャパンから発売した第2期4枚目（通算9枚目）のオリジナルアルバム。

## 内容
コンピレーションアルバム『fripSide PC game compilation vol.2』から約1年1ヵ月ぶり、オリジナルアルバムとしては前作『infinite synthesis 2』から約2年1ヵ月ぶりのアルバム。
今作からタイトルに冠されている「infinite synthesis」はfripSideのテーマであり、fripSideとしての活動の幅を表すものとして八木沼は公言している。また、今作では川﨑海や齋藤真也が参加している楽曲が多く、八木沼はこのことについて「違う音楽背景、違った引き出しの力を借りて、面白いアイデアを増やしたい」と語っている。
初回限定盤Blu-ray版と初回限定盤DVD版、通常盤の3形態で発売された。各初回限定盤はクリアスリーブとデジパック仕様で、今作のリード曲「1983-schwarzesmarken- (IS3 version)」のミュージック・ビデオとメイキング映像、今作のスポットCM映像2種、オランダでのドキュメンタリー映像、2015年12月13日に府中の森芸術劇場・どりーむホールにて行われたライブツアー『fripSide concert tour 2015 〜infinite synchronicity〜』のライブ映像を収録したBlu-rayとDVDが2枚組で同梱されている。また、全盤の初回生産分特典として『fripSide LIVE TOUR 2016-2017 FINAL in Saitama Super Arena -Run for the 15th Anniversary- supported by animelo mix』のチケット先行申込券が封入された。

## 収録曲
1. 2016 -Third cosmic velocity- [2:18]
作曲・編曲：八木沼悟志
第2期としては初のインストゥルメンタル。この楽曲ではギターのレコーディング後に、波形を細かく刻むスライスという技法を用いている[4]。
2. Luminize [5:10]
作詞・作曲・編曲：八木沼悟志
9thシングルの表題曲。
3. 1983-schwarzesmarken- (IS3 version) [5:24]
作詞・作曲・編曲：八木沼悟志
11thシングルのカップリング曲のアルバムバージョンにして、今作のリード曲。シングルバージョンとは歌詞が一部異なり、BPMが0.5速くなっている。ミュージック・ビデオは第2期の2ndシングル「LEVEL5-judgelight-」と同じく中国の青島市内と同市に存在する聖ミカエル教会で撮影されている。またゲストとして「LEVEL5-judgelight-」で出演していたエスパー伊東と、「white forces」で出演していた髭男爵が再出演している[4]。
第2期ベストアルバム『the very best of fripSide 2009-2020』にも収録。
4. determination [4:13]
作詞・作曲：八木沼悟志
編曲：齋藤真也
5. magicaride -version2016- [4:37]
作詞：八木沼悟志、山下慎一狼
作曲：八木沼悟志
編曲：八木沼悟志、齋藤真也
第1期5thアルバム『split tears』収録曲のセルフカバー[4]。
第2期ベストアルバム『the very best of fripSide 2009-2020』にも収録。
6. Answer [5:29]
作詞：南條愛乃
作曲・編曲：八木沼悟志
南條はこの楽曲の歌詞について、今までの落ち込んでも結果的に前を向いて希望を見据える内容ではなく、希望を見出すところまでいけないというネガティブな感情に寄り添える内容にしたと語っている[4]。
第2期ベストアルバム『the very best of fripSide -moving ballads-』にも収録。
7. Two souls -toward the truth- [5:07]
作詞・作曲・編曲：八木沼悟志
10thシングルの表題曲。
8. white forces -IS3 edition- [6:40]
作詞・作曲・編曲：八木沼悟志
11thシングルの表題曲のアルバムバージョン。シングルバージョンのサビ始まりと異なり、3曲目「1983-schwarzesmarken-」のイントロを流用し、南條のボーカルをエフェクトした音を素材として取り入れたイントロが加えられている[4]。
第2期ベストアルバム『the very best of fripSide 2009-2020』にも収録。
9. crescendo -version2016- [4:26]
作詞：山下慎一狼
作曲：八木沼悟志
編曲：八木沼悟志、齋藤真也
第1期ベストアルバム『the very best of fripSide 2002-2006』収録曲のセルフカバー[4]。
10. Run into the light [4:25]
作詞：八木沼悟志
英作詞：黒川晋
作曲・編曲：八木沼悟志
この楽曲と次曲「Dry your tears」は英語圏のリスナーにも通用するように、八木沼が代表取締役を務めるp.m.worksのニューヨーク支店チーフマネージャーである黒川と共に英語詞の補正が行われた[4]。
11. Dry your tears [4:30]
作詞：八木沼悟志
英作詞：黒川晋
作曲：八木沼悟志
編曲：八木沼悟志、川﨑海
12. unlimited destiny [6:50]
作詞・作曲・編曲：八木沼悟志
9thシングルのカップリング曲。このアルバムで最初に録音された楽曲[5]。
13. One and Only [4:18]
作詞：南條愛乃
作曲：八木沼悟志
編曲：八木沼悟志、川﨑海
90年代やR&Bを意識して制作され、ガット・ギターが使用されている[5]。
14. Side by Side [4:48]
作詞・作曲・編曲：八木沼悟志

## 収録映像曲

### DISC 1
本編
1. sister's noise
2. grievous distance
3. fortissimo-the ultimate crisis-
4. Luminize
5. prism
6. late in autumn
7. way to answer
8. absolute wish
9. fortissimo -from insanity affection-
10. whitebird
11. Red-reduction division-
12. precious time

### DISC 2[注 1]
本編
1. trusty snow
2. before dawn daybreak
3. rain of tears
4. 1983-schwarzesmarken-
5. LEVEL5-judgelight-
6. future gazer
7. Decade
8. Heaven is a Place on Earth
9. Two souls -toward the truth-

アンコール
1. only my railgun
2. black bullet

## 参加ミュージシャン

### CD
fripSide
- 八木沼悟志：Synthesizer & Programming (全曲)
- 南條愛乃：Vocal (全曲)

Additional Musician
- a2c：Guitar (#1,2,3,5,6,7,8,9,10,13)
- 井上裕治：Guitar (#4,14)
- 戸口田隆広：Guitar (#11,12)
- 八木一美：Drums (#2,6,7)、Harp (#6)
- 齋藤真也：Strings Programming (#3,6,7,8)

### Blu-ray・DVD
fripSide
- 八木沼悟志：Synthesizer
- 南條愛乃：Vocal

バンドメンバー
本ツアーから、ギターが星野と大島のツイン編成となる。
- 八木一美：Drums
- 北村雄太：Bass
- 大島信彦：Guitar

本公演よりサポートで参加したSOLTのギタリスト。KOTOKOや八木沼の別ユニットALTIMAのサポートも務める。
- 星野威：Guitar
- 川﨑海：DJ、Manipulator

## タイアップ
- テレビアニメ『フューチャーカード バディファイト 100』前期オープニングテーマ (#2)
- Windows XP/Vista/7/8/8.1/10専用ゲームソフト『シュヴァルツェスマーケン 紅血の紋章』オープニング曲 (#3)
- Windows 2000/XP/Vista専用ゲームソフト『マジカライド』オープニング曲 (#5)
- テレビアニメ『終わりのセラフ 名古屋決戦編』オープニングテーマ (#7)
- テレビアニメ『シュヴァルツェスマーケン』オープニングテーマ (#8)
- PC用ゲーム『風が吹く街』エンディング採用予定曲 (#9)
- ブラウザゲーム『超銀河船団∞ -INFINITY-』主題歌 (#12)